# York (Familienname)
York ist ein englischer Familienname.

## Namensträger
- Alissa York (* 1970), kanadische Schriftstellerin
- Allen York (* 1989), kanadischer Eishockeytorwart
- Alvin C. York (1887–1964), US-amerikanischer Soldat
- Anne of York, Lady Howard (1475–1511), englische Prinzessin
- Annie York (1904–1991), kanadische Ureinwohnerin und Schriftstellerin
- Bridget of York (1480–1517), englische Prinzessin
- Cam York (* 2001), US-amerikanischer Eishockeyspieler
- Carol Beach York (1928–2013), US-amerikanische Schriftstellerin
- Cecily of York (1469–1507), englische Prinzessin, Tochter von König Eduard IV.
- Deborah York (* 1964), britische Koloratursopranistin
- Dick York (1928–1992), US-amerikanischer Schauspieler
- Eugen York (1912–1991), deutscher Filmregisseur und Drehbuchautor
- Francine York (1936–2017), US-amerikanische Schauspielerin
- Francis Lodowick York (1861–1955), US-amerikanischer Organist, Komponist und Musikpädagoge
- Gabe York (* 1993), US-amerikanischer Basketballspieler
- Harry York (* 1974), kanadischer Eishockeyspieler
- Harry Krüger-York (1901–1985), deutscher Schriftsteller und Dramatiker
- Heinrich York, Pseudonym von Heinrich Elchanan Steiner (1859–1934), österreichischer Schriftsteller und Zionist
- Herbert York (1921–2009), US-amerikanischer Physiker
- Ingo York (* 1961), deutscher Musiker, Schauspieler, Sänger und Texter
- James W. York (* 1939), US-amerikanischer Physiker
- Jason York (* 1970), kanadischer Eishockeyspieler
- Jed York (John Edward York; * um 1980), US-amerikanischer Unternehmer und NFL-Teambesitzer
- Jeff York (1912–1995), US-amerikanischer Schauspieler
- John York (Offizier) (1800–1848), US-amerikanischer Offizier und Politiker
- John York (Musiker) (* 1946), US-amerikanischer Musiker
- Kathleen York (* 1975), US-amerikanische Schauspielerin, Sängerin und Songwriterin
- Kyle York (Unternehmer) (* 1982), US-amerikanischer Unternehmer
- Kyle York (Footballspieler) (Kyle Tobin York; * 1982), US-amerikanischer American-Football-Spieler
- Lawrence William York (1687–1770), englischer Geistlicher
- Mark York (1965–2021), US-amerikanischer Schauspieler (auch: Marcus A. York)
- Mary of York (1467–1482), englische Prinzessin, Tochter von König Eduard IV. von England
- Michael York (* 1942), britischer Schauspieler
- Michael York (Hockeyspieler) (* 1967), australischer Hockeyspieler
- Michael Allan York (* 1978), US-amerikanischer Eishockeyspieler, siehe Mike York
- Morgan York (* 1993), US-amerikanische Schauspielerin
- Pete York (* 1942), britischer Schlagzeuger
- Philippa York (* 1958), schottischer Radrennfahrer
- Rachel York (* 1971), US-amerikanische Schauspielerin
- Richard of York, 3. Duke of York (1411–1460), englischer Peer
- Robert York (Cartoonist) (1909–1975), US-amerikanischer Cartoonist
- Robert H. York (1913–1988), US-amerikanischer Offizier, Generalleutnant der US-Army
- Rusty York (1935–2014), US-amerikanischer Musiker
- Susannah York (1939–2011), britische Schauspielerin
- Taylor York (* 1989), US-amerikanischer Gitarrist
- Tina York (* 1954), deutsche Schlagersängerin
- Tyre York (1836–1916), US-amerikanischer Politiker
- Ute York (* 1943), deutsche Schriftstellerin
- William of York († 1256), englischer Geistlicher und Richter